# 酸感应离子信道2基因
酸感应离子信道2 (ASIC2)也称为 氢离子敏感阳离子频道1、神经元 (ACCN1)或 大脑钠通道1 (BNaC1)是一个 蛋白质 ，在人类中的编码的ASIC2 基因. ASIC2基因是五个 旁系同源 基因编码蛋白质，形成三聚 酸感应离子频道 (Asic)在哺乳动物。 CDNA的这种基因第一个克隆在1996年。 ASIC基因可以通过不同的拼接形成不同类型的蛋白质变体。
这些基因主要是在中央和周围神经系统。 
可以形成异三聚体渠道。

## 结构和功能
这个基因编码的成员ASIC家族的蛋白质。 其中有许多氨基酸残留与保守的间隔。 TM的区域一般都是象征作为TM1(克隆N端)和TM2(靠近C端).
孔道通过离子选择性地流动，从外面到细胞质形成由三TM2地区的三聚体。